# Kekulène
Le kekulène, ou [12]circulène, est un hydrocarbure aromatique polycyclique à douze noyaux benzéniques fusionnés circulairement (ce qui en fait un circulène), de formule C48H24, synthétisé pour la première fois en 1978. Il a été nommé d'après le chimiste allemand Friedrich Kekulé von Stradonitz, connu pour sa mise en évidence de la tétravalence du carbone et de la formule développée du benzène à la fin du XIXe siècle.